# Еберхард II фон Верденберг-Зарганс
Еберхард II (III) фон Верденберг-Зарганс (на немски: Eberhard II (III) von Werdenberg-Sargans; * пр. 1387; † 26 август 1416) от род Верденберги е граф на Верденберг-Зарганс-Трохтелфинген в днешна Швейцария.

## Произход
Произлиза от рода на пфалцграфовете на Тюбинген. Той е син на граф Хайнрих V (VII) фон Верденберг-Зарганс († 1397) и първата му съпруга принцеса Агнес фон Тек († 1386), дъщеря на херцог Фридрих III фон Тек († 1390) и Анна фон Хелфенщайн († 1392). Внук е на граф Еберхард I фон Верденберг-Швалнег († 1383) и София фон Геролдсек († 1391).

## Фамилия
Първи брак: с жена с неизвестно име и има една дъщеря:
- Маргарета фон Верденберг († сл. 1451), омъжена за Албрехт I фон Рехберг († 24 юни 1426)

Втори брак: на 16 ноември 1402 г. с графиня Анна фон Цимерн († 1 март 1445), дъщеря на фрайхер Йохан II фон Цимерн († 1441) и Кунигунда фон Верденберг († 1431). Те имат децата:
- Йохан III фон Верденберг-Зарганс (IV) (* пр. 1416; † 26 или 27 април 1465), граф на Верденберг-Зарганс, женен пр. 2 август 1428 г. за графиня Елизабет фон Вюртемберг († 1476)
- Агнес фон Верденберг-Трохтелфинген († ок. 17 декември 1474), омъжена I. 1420 г./ пр. 14 ноември 1422 г. за граф Лудвиг XII фон Йотинген († 28 октомври 1440), II. пр. 17 септември 1446 г. за Вилхелм IV, Шенк фон Шенкенщайн цу Хоенберг († 8 юли 1468)
- Хайнрих IX (XII) фон Верденберг († 7 март 1441), граф на Верденберг, господар на Трохтелфинген
- Еберхард III (IV) фон Верденберг († 23 април 1450), граф на Верденберг, господар на Трохтелфинген
- Улрих I фон Верденберг († 13 или 16 декември 1451), дякон, епископ на Констанц

- Герб на Верденбергите
- Дъщеря му Агнес фон Верденберг с Вилхелм Шенк фон Шенкенщайн